# Mother of Violence
Mother of Violence ist ein Lied des britischen Pop-Rock-Musikers Peter Gabriel aus dem Jahre 1978. Es erschien auf seinem zweiten Soloalbum Peter Gabriel (Scratch).

## Inhalt und Bedeutung
Dieses Lied handelt von der Angst als „Mutter der Gewalt“. Peter Gabriel schrieb es, nachdem er in einem negativen Gemütszustand vor seinem Fernsehgerät gesessen hatte.
Ursprünglich war es ein Weihnachtslied, das Gabriel zusammen mit seiner ersten Frau Jill schrieb. Beide werden gemeinsam als Songschreiber des Stücks genannt.
Mother Of Violence hat ein sparsames Arrangement mit einer Akustikgitarre gespielt von Sidney McGinnis und Keyboards von Roy Bittan, der durch seine Arbeit in Bruce Springsteens E Street Band bekannt ist. Am Anfang des Lieds hört man das Summen von Insekten.

## Andere Interpreten
Peter Gabriels Tochter Melanie war 2007 als Begleit-Sängerin auf dessen Konzert-Tournee Warm-Up dabei. Sie interpretierte dabei und bei der Latin American Tour von 2009 Mother of Violence.
Peter Gabriel coverte auf dem 2010 erschienenen Studioalbum mit dem Namen Scratch My Back das Lied Heroes von David Bowie und Brian Eno in einer orchestralen Fassung. Bowie lehnte es jedoch ab, an dem später im Jahr 2013 erschienenen Kompilations-Album des Folgeprojektes And I’ll Scratch Yours teilzunehmen. Stattdessen steuerte Bowies Co-Autor Brian Eno einen Beitrag bei und coverte das Lied Mother of Violence von Peter Gabriel.

## Mitwirkende

### Musiker
- Roy Bittan – Keyboards
- Robert Fripp – E-Gitarre
- Peter Gabriel – Hauptgesang, Begleitgesang
- Sid McGinnis – Akustische Gitarre, Lap-Steel-Gitarre

### Technisches Personal
- Richard Chappell – Toningenieur
- Tony Cousins – Remastering
- Robert Fripp – Musikproduzent
- Jill Gabriel – Songwriterin
- Peter Gabriel – Songwriter
- Michael Getlin – Toningenieur
- Edel Griffith – Assistenz-Toningenieurin
- Albert Lawrence – Techniker der Ausrüstung
- David Price – Techniker der Ausrüstung
- Dan Roe – Assistenz-Toningenieur
- Michael Ruffo – Assistenz-Toningenieur
- Steve Short – Toningenieur
- Mic Smith – Einführung, Recherche
- Ed Sprigg – Toningenieur
- Steve Tayler – Toningenieur